# Cyaniris dentata
Cyaniris dentata är en fjärilsart som beskrevs av Tutt 1909. Cyaniris dentata ingår i släktet Cyaniris och familjen juvelvingar. Inga underarter finns listade i Catalogue of Life.